# سهره گاف
سهره گاف (نام علمی: Rowettia goughensis) نام یک گونه از تیره فرخنده است.